# ولز فارگو سنتر (فیلادلفیا)
ولز فارگو سنتر (انگلیسی: Wells Fargo Center) یک سالن ورزشی سرپوشیده در فیلادلفیا، ایالات متحده آمریکا است.
این سالن که در سال ۱۹۹۶ تأسیس شده برای مسابقات بسکتبال، فوتبال داخل سالن، هاکی روی یخ و کشتی حرفه‌ای مورد استفاده قرار می‌گیرد.

## نگارخانه

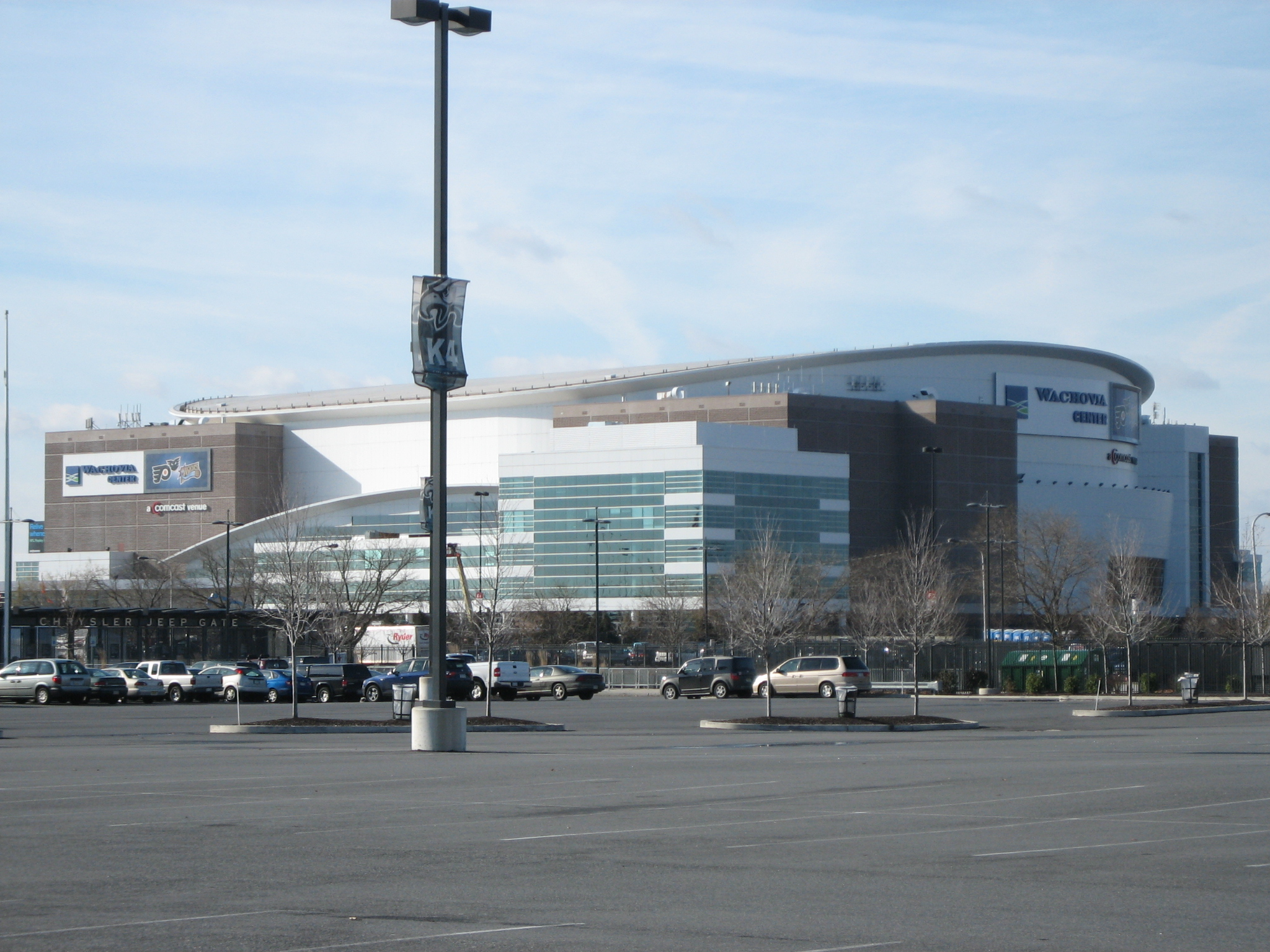
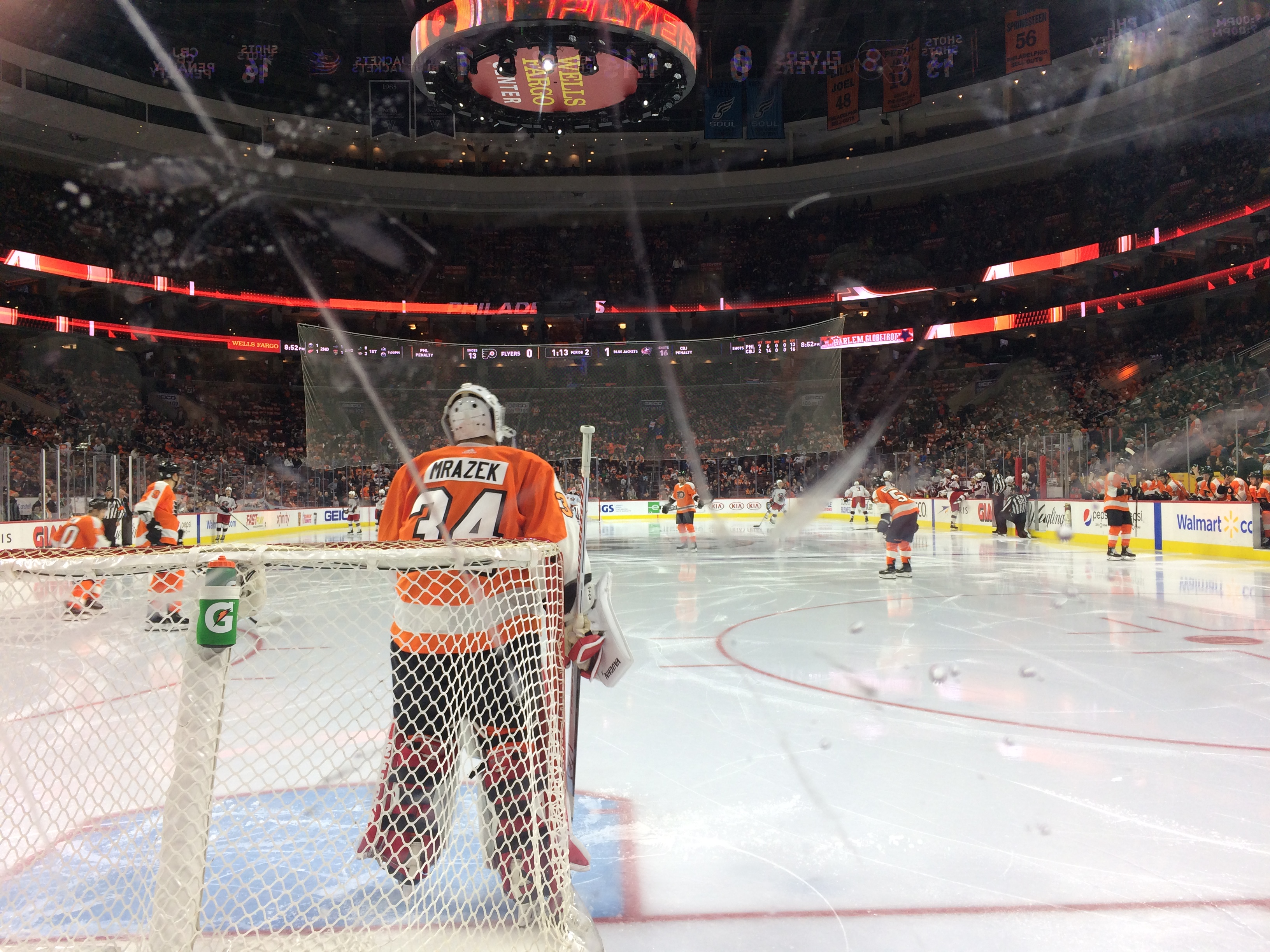
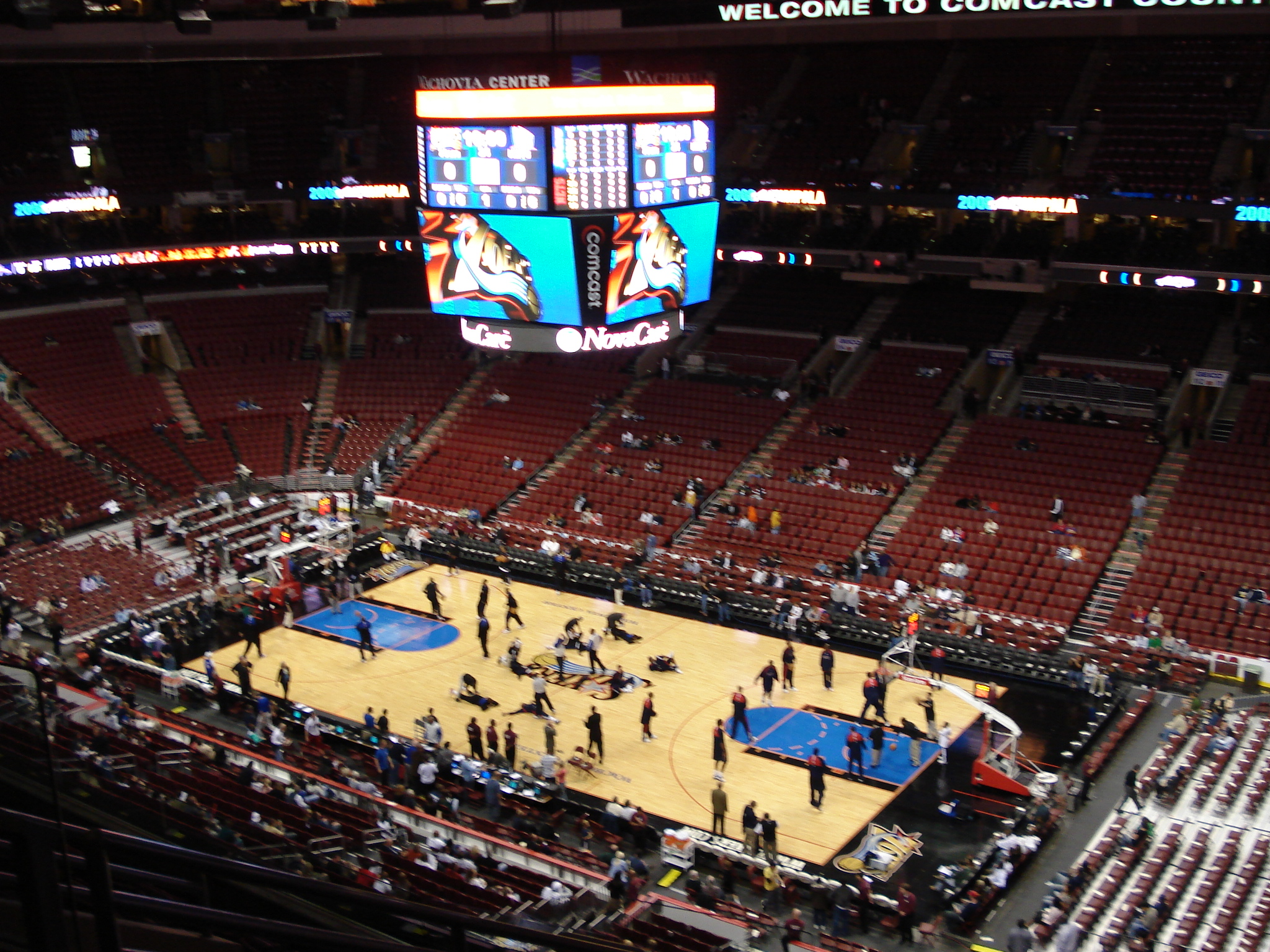
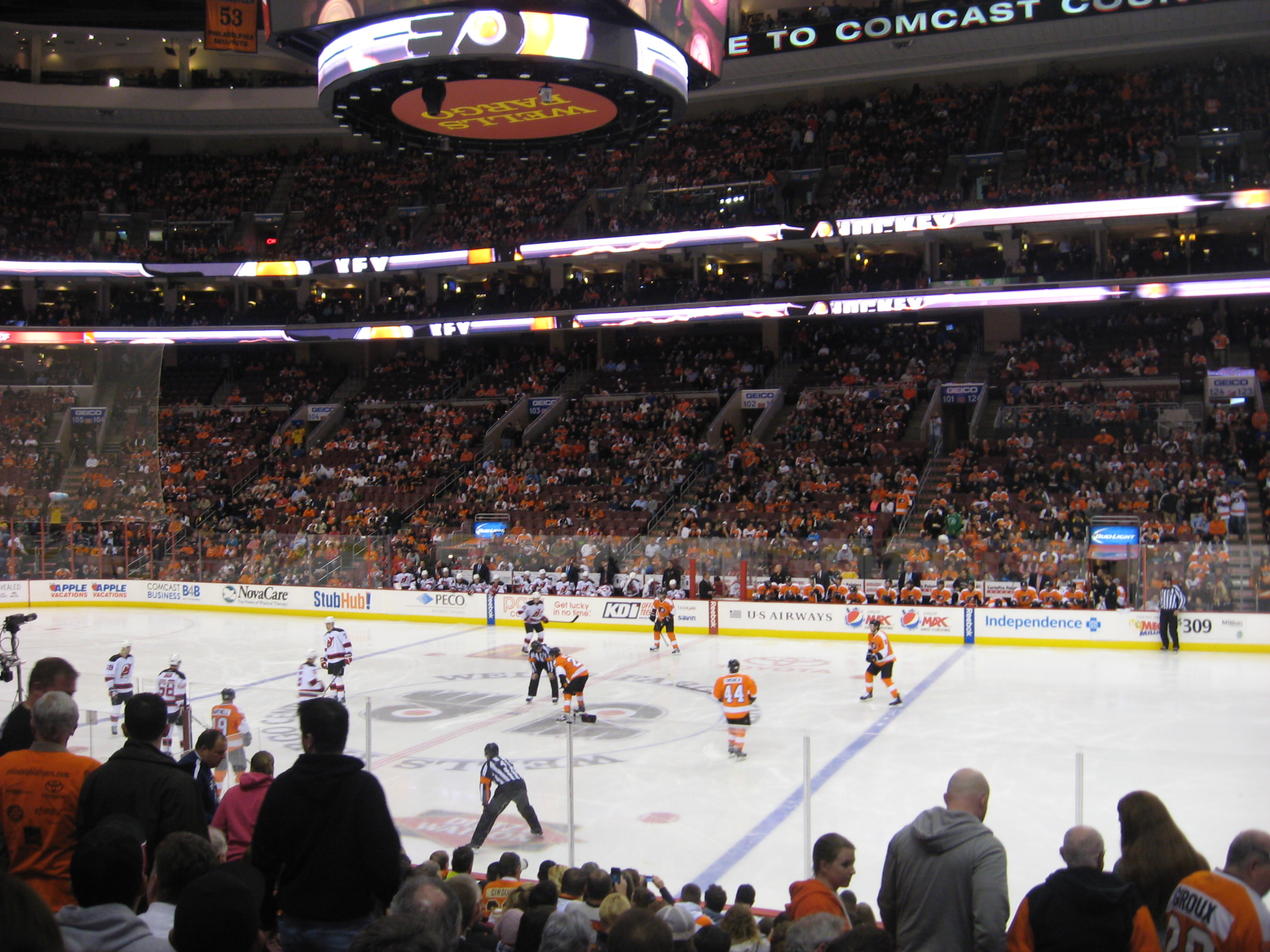
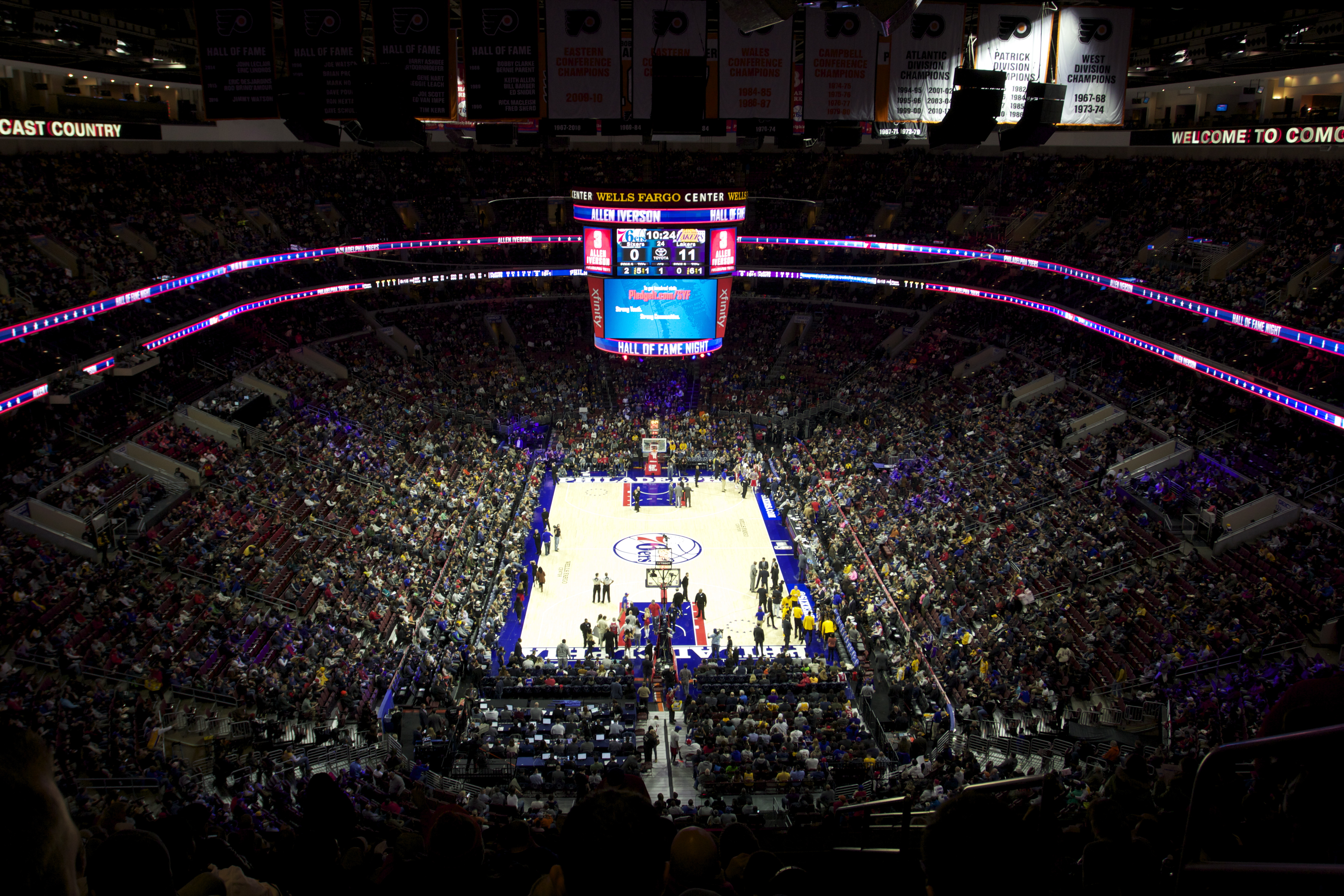
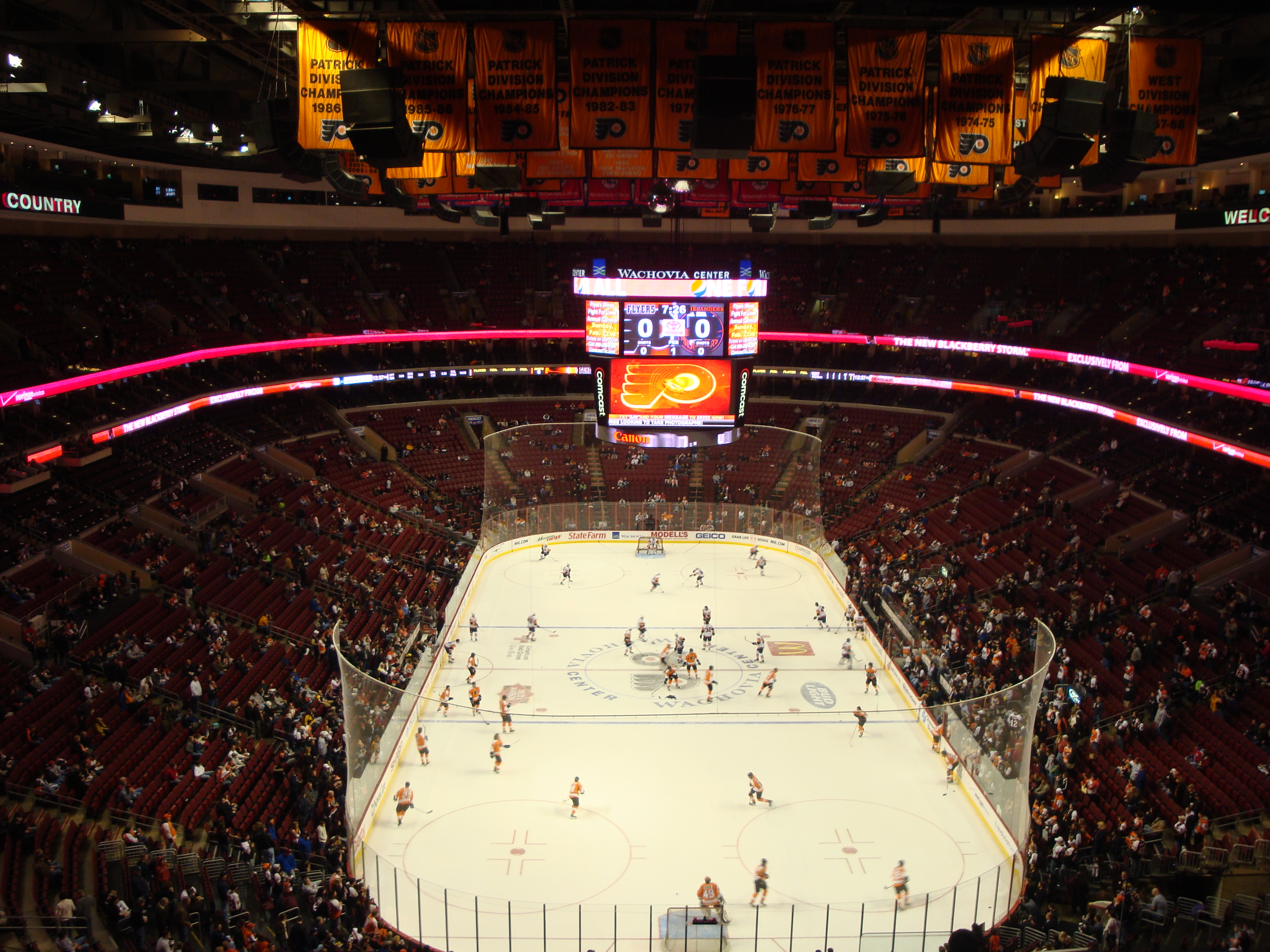